# Ci vorrebbe il mare (album)
Ci vorrebbe il mare è un album del cantautore Marco Masini, pubblicato il 27 ottobre 2006. Si tratta della prima di una serie di reincisioni degli album di Masini, rifacimenti finalizzati alla riacquisizione, da parte di Marco e della sua attuale casa discografica, del vecchio catalogo. Tutte le canzoni dell'album di debutto Marco Masini sono state risuonate e ricantate, in modo da beneficiare di arrangiamenti attuali ma molto fedeli agli originali. In più, rispetto al disco originale, contiene le prime due canzoni interpretate da Marco, Uomini e Bugie (pubblicate in un singolo dal titolo Uomini nel 1988 e mai inserite in alcun album della discografia ufficiale), nonché Meglio solo (pubblicato come lato B del singolo Disperato del 1990 e successivamente inserita nella raccolta L'amore sia con te ormai fuori catalogo).

## Tracce
1. Uomini
2. Bugie
3. Disperato
4. Meglio solo
5. Vai con lui
6. Dentro di te fuori dal mondo
7. Caro babbo
8. Ci vorrebbe il mare
9. Le ragazze serie
10. A cosa pensi
11. Dal buio

## Formazione
- Marco Masini – voce
- Massimiliano Agati – batteria, programmazione, tastiera, chitarra, pianoforte, basso
- Fabrizio Palermo – basso, chitarra
- Fabio Roveri – chitarra
- Roberto Magnanensi – tastiera, pianoforte
- Marco Carnesecchi – chitarra
- Andrea Bertini – chitarra